# Neassamia
Neassamia is een geslacht van hooiwagens uit de familie Assamiidae.
De wetenschappelijke naam Neassamia is voor het eerst geldig gepubliceerd door Roewer in 1935. 

## Soorten
Neassamia is monotypisch en omvat slechts de volgende soort:
- Neassamia siamensis